# Cinefacts

Logo von Cinefacts

Cinefacts war eine Website mit Filminformationen sowie einem dazugehörigen Forum.
Die Community von Cinefacts zählte zu den größten im deutschsprachigen Web. Das Themenspektrum deckte dabei alle Aspekte, auch technische, von Film und Heimkino ab. Einzelne Programmanbieter (wie z. B. Eurovideo, Sunfilm) standen den Benutzern in eigenen Rubriken (Threads) für Fragen zu ihren Produkten zur Verfügung.

## Geschichte
Cinefacts ging am 25. April 2005 aus den beiden Internet-Seiten DVD-Inside und Movie-Inside hervor. Der Grund lag in einer Auseinandersetzung mit dem US-amerikanischen Chiphersteller Intel.
DVD-Inside wurde am 5. Dezember 1998, kurz nach der Markteinführung der DVD in Deutschland bzw. Europa, eröffnet und legte seinen Schwerpunkt auf Information über Neuerscheinungen auf DVD. Dazu zählten u. a. tägliche Nachrichten, DVD-Rezensionen, eine Vorschau auf kommende DVD-Neuheiten sowie eine DVD-Datenbank.
Movie-Inside kam einige Jahre später hinzu und ergänzte mit täglichen Nachrichten über Kinofilme, Filmkritiken, Kinostarttermine sowie mit einer Filmdatenbank. Alle Kinoinformationen wurden automatisch auch für die DVD-Veröffentlichungen verwendet. Neben dem Kino-Bereich und DVD-Bereich verfügte Cinefacts über einen Preisvergleich und eine große deutsche Entertainment-Community.
Im Dezember 2005 ergänzte Cinefacts sein Online-Angebot um ein TV-Programm der wichtigsten deutschen Fernsehsender. Damit schloss Cinefacts die Verwertungskette des Films von Kino über DVD zu TV.
Im Oktober 2006 folgte die Integration der neuen HD-Medien Blu-ray Disc und HD DVD. Neben den Details und den Terminen berichtete Cinefacts auch über aktuelle Neuerscheinungen in diesem Bereich in seinen News und Newslettern.
Am 6. August 2007 gab Cinefacts die Zusammenarbeit mit SevenOne Intermedia bekannt, dem Multimediaunternehmen der ProSiebenSat.1-Gruppe und Anbieter von kabeleins.de, sat1.de und Pro7.de. Diese Zusammenarbeit wurde im August 2009 beendet.
Seit Oktober 2009 wird Cinefacts erstmals IVW-geprüft und als Seite separat ausgewiesen. Unter den Angeboten, die im Oktober 2009 erstmals von der IVW ausgewiesen wurden, führte Cinefacts das Ranking an. Laut offizieller Messung wurde die Seite im September 2009 mehr als 1,56 Mio. mal besucht (Visits).
Im Jahre 2011 wurde die Cinefacts GmbH von der S&L Medien Gruppe GmbH vollständig übernommen und im Folgejahr einem ReDesign unterzogen.
Seit 2015 gehört Cinefacts zur Ströer Entertainment Web GmbH, welche die Seite von S+L übernommen hat.
Seit Januar 2016 wurde die Seite von den Machern von Kino.de (STRÖER Media Brands AG) betrieben. Ende Februar 2016 wurde bei Kino.de entschieden den Inhalt mit Kino.de zu verschmelzen. Im Sommer 2016 nur noch das FORUM im alten Design Aktiv und auf kino.de über die Menü-Liste unter "MEIN KINO.DE" erreichbar. 2018 haben alle Moderatoren des Forums geschlossen gekündigt. Als Grund wurde die mangelnde Unterstützung durch den neuen Eigentümer genannt. Das Forum wurde im Mai 2018 gesperrt und am 12. Juli 2018 endgültig gelöscht. Als wirtschaftlicher Hintergrund gilt das nachlassende Publikumsinteresse. Ein Nachfolge-Forum www.movieside.de wurde durch die ehemaligen Cinefacts-Moderatoren gestartet.

## Rechtsstreit
Im September 2004 wurde Darius Metzner, der Gründer und Betreiber der Seite, von Intel aufgefordert, die Verwendung der Domains und Begriffe „DVD-Inside“, „Movie-Inside“ und „get inside“ zu unterlassen. Grund war eine von Intel behauptete Verwechslungsgefahr mit der Marke „Intel Inside“ und des Werbeslogans „Intel Inside“ des Unternehmens. Im April 2005 einigten sich beide Seiten außergerichtlich darauf, dass Metzner die Verwendung der Begriffe unterlässt und bis spätestens Ende 2005 den Wechsel auf andere Domainnamen vollzieht. Seitdem heißt die Seite Cinefacts.
Im Februar 2006 erhielt der Betreiber von Cinefacts eine Abmahnung von einer Frankfurter Anwaltskanzlei, weil sich Mitglieder des Cinefacts-Forums kritisch zu einer Firma geäußert hatten. Dabei wurde auf ein Urteil (Az. 324 O 721/05) des LG Hamburg verwiesen. Nach Auffassung des LG Hamburg obliegt einem Forenbetreiber die volle rechtliche Haftung für online gestellte Beiträge anderer Nutzer. Einer positiven Kenntnis der rechtswidrigen Beiträge bedarf es hierbei nach Auffassung des LG Hamburg nicht. Diesem Urteil war ein Streit zwischen dem Heise Verlag und dem Unternehmen Universal Boards vorausgegangen.
Im Juni 2006 mahnte RTL die Cinefacts GmbH für die Bewerbung von Save.TV im TV-Bereich von Cinefacts ab. RTL begründet die Abmahnung mit einem Verstoß von (virtuellen) Videorecordern gegen das Urheberrecht.
Alle Rechtsstreitigkeiten wurden einvernehmlich zwischen den Parteien gelöst und es kam zu keinen Gerichtsverhandlungen.

## Rechtsform
Von Dezember 1998 bis Juni 2005 war die Seite ein Einzelunternehmen. Zum 1. Juli 2006 wurde dieses Einzelunternehmen erst in einen eingetragenen Kaufmann und anschließend in eine GmbH umgewandelt. Der alleinige Geschäftsführer ist Herr Darius Metzner, der Gründer der Internet-Seite. Eingetragen wurde die GmbH zum 1. Juli 2006 beim Amtsgericht in Mainz.
Der Auslöser für die Umwandlung vom Einzelunternehmen zur GmbH war der Rechtsstreit mit Intel im September 2004.

## Technische Infrastruktur
Das Angebot von Cinefacts wurde August 2009 von zehn Servern ausgeliefert. Im Einsatz befanden sich zwei Datenbank-Server, drei Web-Server, zwei Load-Balancer, ein File-Server und zwei sog. Worker. Zusätzlich waren ein produktionsnahes Testsystem und ein Backup-Server im Einsatz.